# Патрово (Польша)
Патрово — деревня в гмине Барухово Влоцлавского повета Куявско-Поморского воеводства в центральной части севера Польши.
В 1975-1998 годах деревня принадлежала Влоцлавскому воеводству.